# Navalcarnero
Navalcarnero là một đô thị trong Cộng đồng Madrid, Tây Ban Nha. Đô thị Torrejón de Velasco có diện tích 100,2 km², dân số theo điều tra năm 2010 của Viện thống kê quốc gia Tây Ban Nha là 23.115 người. Đô thị Torrejón de Velasco nằm ở khu vực có độ cao 670 mét trên mực nước biển.